# John Bruce
John Bruce, 2.º Baronet (antes de 1671 – 19 de marzo de 1710) fue hijo del famoso arquitecto William Bruce, y uno de los miembros del Parlamento.
John se casó con Christian Leslie, viuda del Marqués de Montrose e hija del Duque de Rothes. En 1702, reemplazó a su padre como miembro del Parlamento de Escocia luego de que William fuera expulsado por su simpatía hacia los jacobitas, y fue uno de los representantes escoceses del primer Parlamento de Gran Bretaña. John heredó el baronetaje tras la muerte de su padre en 1710. Luego de su propia muerte, ocurrida poco después, el título se extinguió y la propiedad de Kinross pasó a su hermana, Anne Bruce, quien se casó con Sir Thomas Hope, 4to Baronet.